# 富山誠
富山 誠（とみやま まこと、本名：中川 力［つとむ］、1952年〈昭和27年〉8月20日 - 1993年〈平成5年〉6月29日）は、日本の宗教家。徳島県（吉野川市）出身。京都大学文学部哲学科卒業。種智院大学人文学部卒業。実弟は幸福の科学総裁である大川隆法。

## 経歴
徳島県麻植郡川島町（現：吉野川市）で畜産コンサルタントの中川忠義とその妻である中川君子の長男として生まれる。徳島県立城南高等学校を卒業し、1978年（昭和53年）に京都大学文学部哲学科を卒業。
その後、仏教研究のため種智院大学人文学部に学士入学し卒業。大手進学予備校で受験指導にあたる傍ら、哲学・宗教学の研究を続けた。
1983年（昭和58年）に父の忠義とともに徳島市の新町橋近くで進学塾「太陽学園」を設立・経営し塾長となるが、後に若年性高血圧症の脳溢血で入院することとなり進学塾は閉鎖となる。学習塾で経営をする傍ら、父の忠義と同様に霊能力者として交霊術を行っていたとされる。
1986年（昭和61年）に弟である大川隆法が幸福の科学を設立。その前の1985年（昭和60年）に、出版活動の開始に際し父の忠義は善川三朗との法名を使用し、力も富山誠との法名を称した。
大川隆法による霊的調査で過去世（転生）が、下記の人物とされており、法名「富山誠」の名づけの由来となっている。
- 和気清麻呂（天平5年（733年）- 延暦18年2月21日（799年4月4日））
- 天富命（『古語拾遺』『先代旧事本紀』に登場する古代日本の人物）

1993年（平成5年）、死去。墓所は徳島県鳴門市鳴門町高島にある来世幸福園。

## 著書
- 『神に祈りを―ニュージランドツアーの体験から』（1987年10月1日、島津書房）